# 特務戇J：神級歸位
《特務戇J：神級歸位》（英語：Johnny English Strikes Again）是一部2018年多國合拍的間諜動作喜劇電影，由大衛·克爾執導。2011年電影《特務戇J之救國大業》的續集，由路雲·雅堅遜、本·米勒、歐嘉·柯瑞蘭寇、傑克·拉齊和艾瑪·湯普遜主演。
電影定於2018年10月5日在英國上映，2018年10月26日在美國上映，並由環球影業發行。

## 劇情
犯罪分子揭露英國所有臥底探員的身份時，前所未有的災難即將發生，這使英國軍情七處現在只能依靠一名前特工強尼·英格力。目前在一所小學擔任老師的強尼被迫重返特務界，以找出藏於幕後的神秘駭客，最後用平板電腦把他打倒並拘捕。

## 演員
- 路雲·雅堅遜 飾 強尼·英格力：MI7（英语：MI7）探員。
- 歐嘉·柯瑞蘭寇 飾 奧菲莉亞：俄罗斯间谍。
- 本·米勒 飾 安格斯·布加
- 艾瑪·湯普遜 飾 英國首相
- 傑克·拉齊 飾 傑森
- 米蘭達·亨內西（英语：Miranda Hennessy） 飾 塔拉
- 梶岡潤一（日语：梶岡潤一） 飾 日本外交官

## 製作

### 拍攝
主體攝影於2017年9月26日在法國瓦爾省進行。

## 發行
電影原定於2018年10月12日在英國和美國上映，後來提前至2018年9月20日在美國上映，其後再度延遲至2018年10月26日上映，並由環球影業發行。

### 評價
爛番茄根據109條評論，持有37%的新鮮度，平均得分4.80／10。在Metacritic上，電影獲得了39分，整體獲得的評價以負面居多。

### 票房
| 上一届： 《終極戰士：掠奪者》   | 2018年台北週末票房冠軍 第38週    | 下一届： 《一屍到底》 |
| 上一届： 《鐵血戰士：血獸進化》 | 2018年香港週末票房冠軍 第38-39週 | 下一届： 《毒魔》     |

## 外部連結
- 互联网电影数据库（IMDb）上《特務戇J：神級歸位》的资料（英文）
- Box Office Mojo上《特務戇J：神級歸位》的資料（英文）
- 爛番茄上《特務戇J：神級歸位》的資料（英文）
- AllMovie上《特務戇J：神級歸位》的资料（英文）
- Metacritic上《特務戇J：神級歸位》的資料（英文）
- 開眼電影網上《特務戇J：神級歸位》的資料（繁體中文）
- 时光网上《特務戇J：神級歸位》的資料（简体中文）
- 豆瓣电影上《特務戇J：神級歸位》的資料 （简体中文）